# 垳
垳（がけ）は、埼玉県八潮市の大字。郵便番号は340-0824。

## 地理

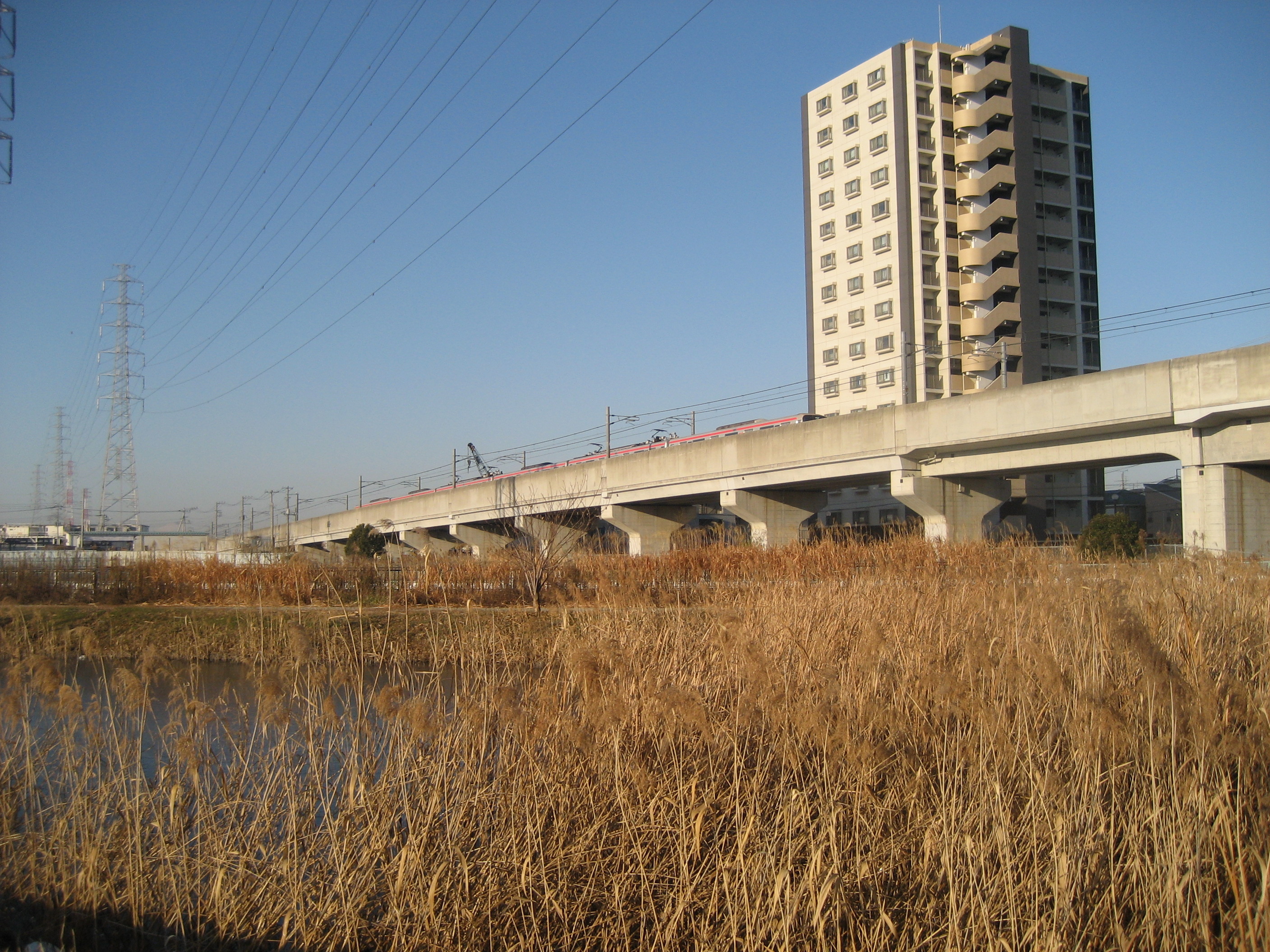
地区を通過するつくばエクスプレス

埼玉県の東部地域で、八潮市南部の沖積平野に位置する。首都圏新都市鉄道つくばエクスプレスの線路がほぼ東西に通っており、付近には八潮駅がある。一部では区画整理が進められている。海抜が浮塚と並び市内で最も低く、最低点は海抜1.0～1.3メートル程である。当然ながら、水路や暗渠上ではこれより低くなる。
東西に長い地形であり、中川の左岸付近に飛び地が存在する。また、区域のほぼ中央に葛西用水が南北に、南側には垳川が東西に流れている。東は古新田、西は大曽根・浮塚、南は垳川を挟んで東京都足立区六木・神明、北は大原と接している。

## 由来
「垳」という文字はJIS第二水準漢字であるが、この地名ならびにこの地を流れる垳川の名を表記する以外には使われない。国字であり、地域文字とされる文字である。
この字・読みの起源について八潮市は1981年に「第2次八潮の民俗調査」の調査報告書の中で水がカケ（捌け）る様子を意味しており、水が流れるとき「土」が流されて「行」くという字を当てたものとしている。一方、早稲田大学教授で日本語学者の笹原宏之は、文字通り崖の意味であって河岸の斜面を意味しており、崖を意味する中世の漢字「圻」が字形揺れによりこの地では「垳」に変化して定着したものという見解を発表している。
2012年に区画整理により、本地名が変更されようとしていたことがあるが、「垳」が希少漢字であることから、獨協大学職員によって「「垳」を守る会」が立ち上げられ、地名の保存運動が行われた。のちに、「八潮の地名から学ぶ会」といった団体に発展し、本地名に限らず、日本全国の方言漢字を取り扱うようになった。

## 歴史
もとは江戸期より存在した武蔵国埼玉郡八条領に属する垳村であった。

### 沿革
- はじめは幕府領で、1662年（寛文2年）より知行は旗本森川氏となる[10]。なお、検地は1627年（寛永4年）に実施。
- 寛永年間に村の南部を流れていた綾瀬川の流路変更が行なわれ、本流から切り離された旧流路（現在の垳川）となる[11]。
- 1729年（享保14年） - 村を流れていた綾瀬川の旧流路を改修し、淵江領への用水とする垳小溜井を造成する[10]。
- 幕末の時点では埼玉郡に属し、明治初年の『旧高旧領取調帳』の記載によると、代官佐々井半十郎支配所が管轄する幕府領、および旗本森川織部の知行であった[12]。
- 1868年（慶応4年）6月19日 - 幕府領が武蔵知県事・山田政則（忍藩士）の管轄となる。
- 1869年（明治2年）1月13日 - 武蔵知県事・河瀬秀治の管轄区域に小菅県を設置、同県の管轄となる。県庁は葛飾郡小菅村に置かれる。
- 1871年（明治4年）11月14日 - 太政官布告第594号により小菅県を廃止。埼玉県の管轄となる。
- 1879年（明治12年）3月17日 - 郡区町村編制法により成立した南埼玉郡に属す。郡役所は岩槻町に設置。
- 1889年（明治22年）4月1日 - 町村制施行に伴ない、南埼玉郡伊勢野村、二町目村、木曽根村、南川崎村、大瀬村、古新田村と合併し、南埼玉郡潮止村が成立、垳村は潮止村の大字垳となる。
- 1915年（大正4年） - 東京府南足立郡花畑村との境界の問題解決を実施、葛西用水路以東の境界線は垳川の中央とすることで決着する[11]。
- 1956年（昭和31年）9月28日 - 八幡村、八條村と合併し、南埼玉郡八潮村の大字となる。
- 1964年（昭和39年）10月1日 - 町制施行により、南埼玉郡八潮町の大字となる。
- 1969年（昭和44年）
  - 2月16日 - 大字垳と大字大曽根および大字浮塚との間で境界変更を実施。また大字古新田の一部を編入する[10][13]。
  - 4月 - 地区南部を流れる垳川が一級河川に指定される[14]。
- 1972年（昭和47年）1月15日 - 市制施行により、八潮市の大字となる。
- 1988年（昭和63年）10月5日 - 東京都足立区との境界の問題解決を実施、葛西用水路以西の境界線は垳川の中央とすることで決着する[11]。
- 2005年（平成17年）8月24日 - 地内につくばエクスプレスが建設され、開業する。

## 世帯数と人口
2020年（令和2年）11月1日現在の世帯数と人口は以下の通りである。
| 大字 | 世帯数    | 人口    |
| ---- | --------- | ------- |
| 垳   | 1,625世帯 | 2,943人 |

## 小・中学校の学区
市立小・中学校に通う場合、学区は以下の通りとなる。
| 番地   | 小学校               | 中学校             |
| ------ | -------------------- | ------------------ |
| 1〜21  | 八潮市立中川小学校   | 八潮市立潮止中学校 |
| その他 | 八潮市立大曽根小学校 | 八潮市立潮止中学校 |

## 交通
地内をつくばエクスプレスが通るが、鉄道駅は設置されていない。

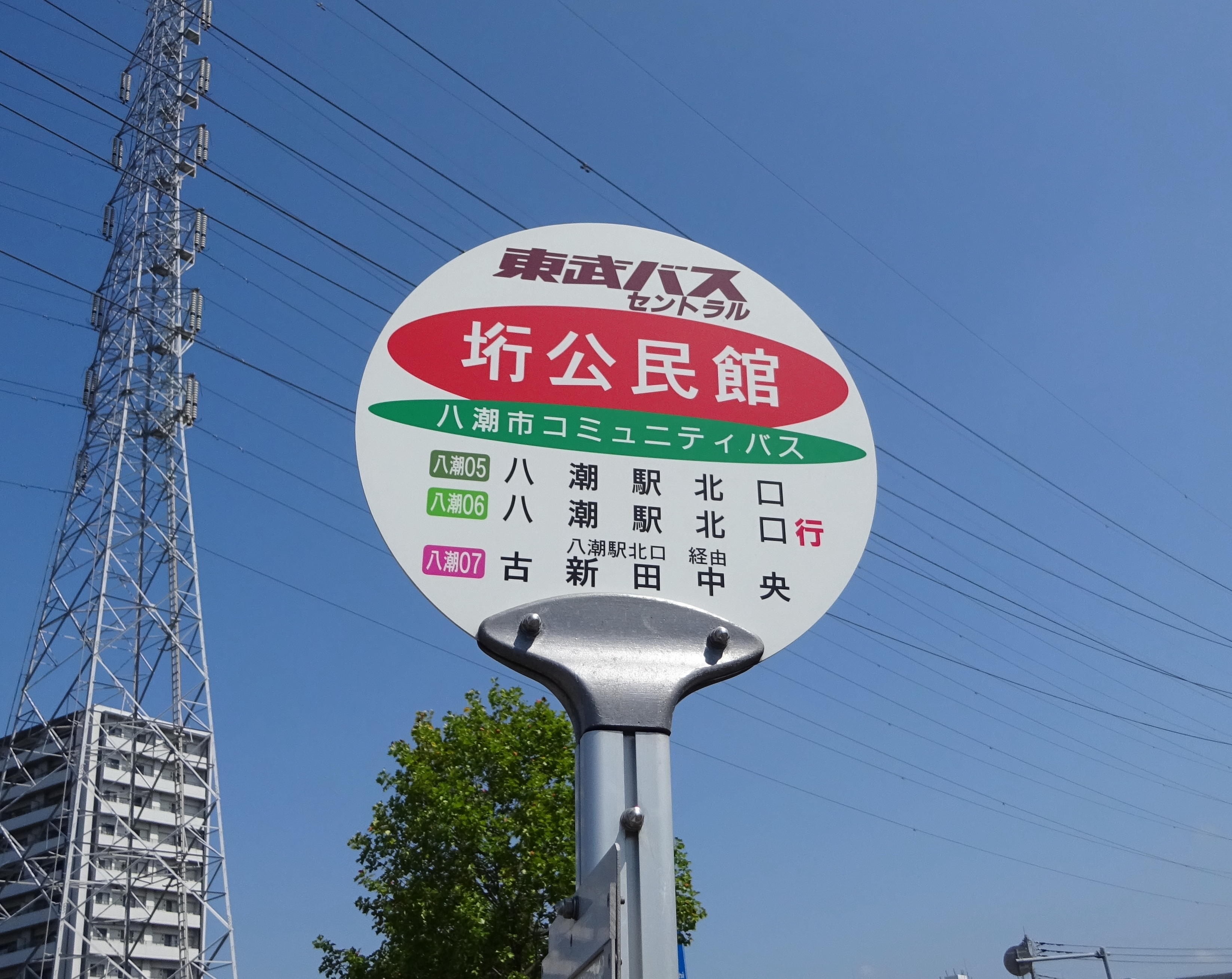
垳公民館バス停(2019年撮影)

### 道路
地内に国道、および主要地方道・一般県道は通っていない。
- 青葉通り
- 葛西用水桜通り
- 垳川親水通り

## 施設

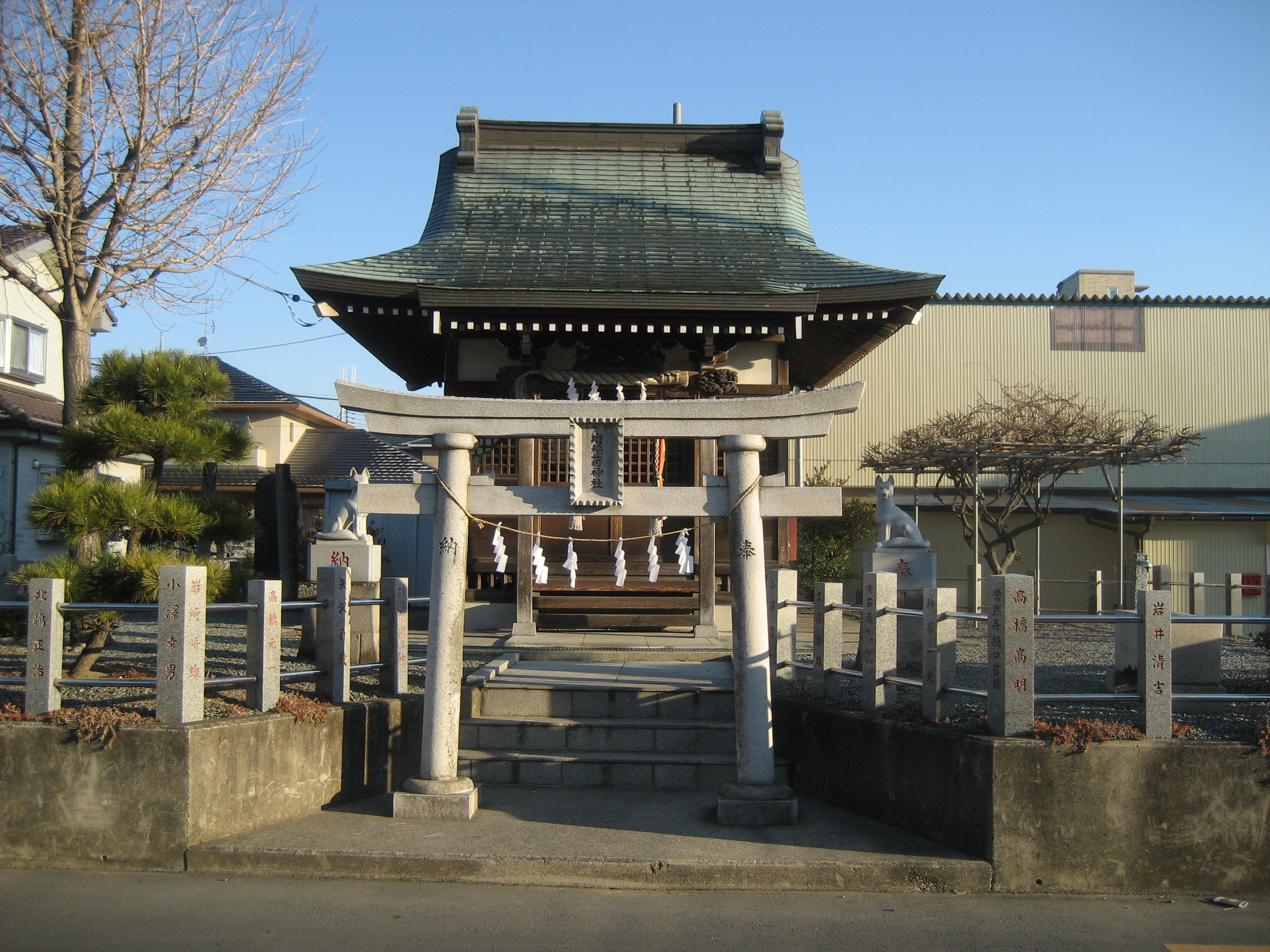
垳稲荷神社

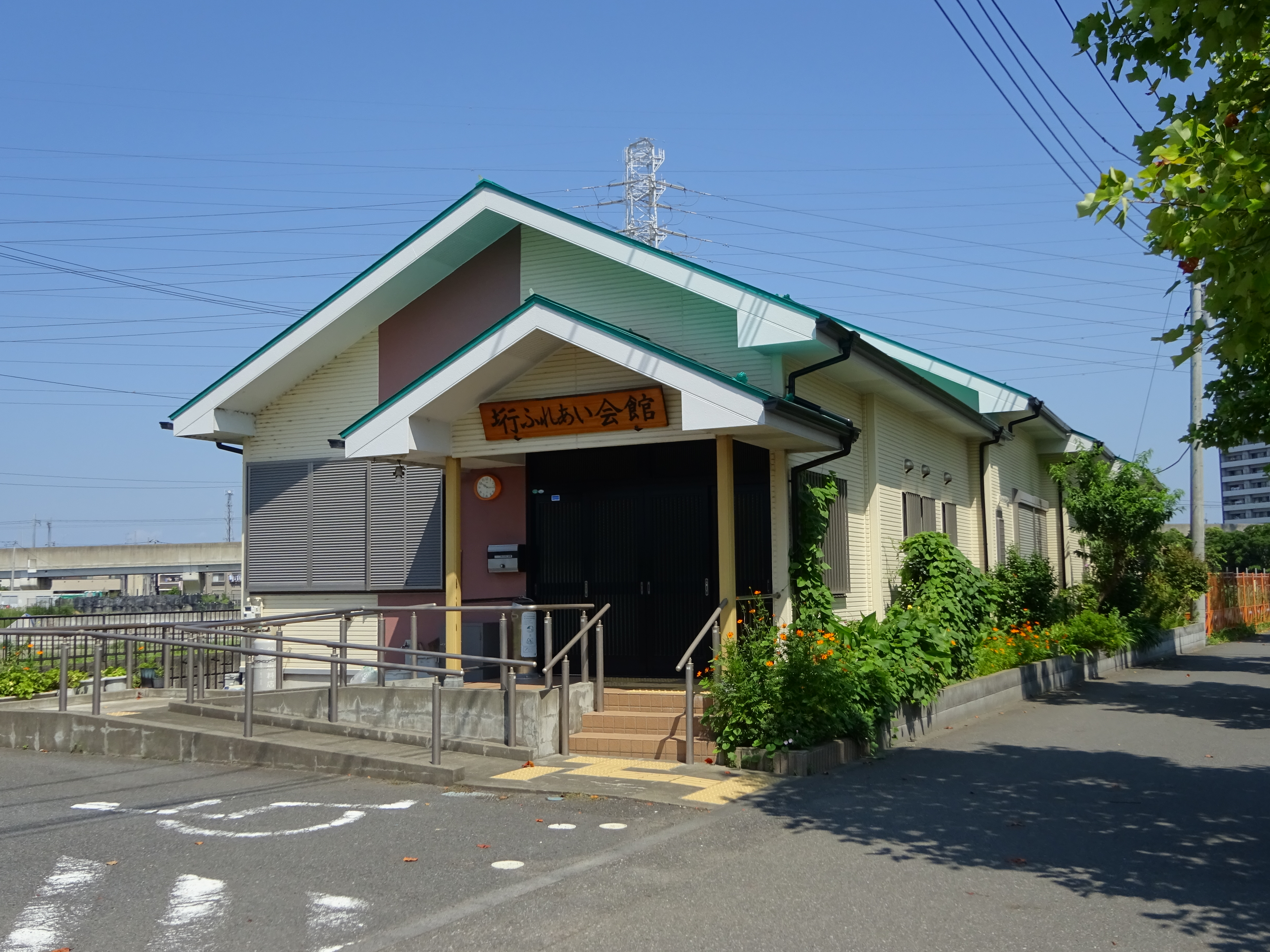
垳ふれあい会館

- 八潮市立潮止中学校 - 所在地は古新田530であるが、体育館・プール等の一部施設は垳地内にあたる。
- 八潮市立大曽根小学校
- 埼玉県垳川排水機場
- 八潮市古新田排水機場 - 中川左岸側の飛地に所在
- 垳ふれあい会館 - 公民館として機能している。
- 垳稲荷神社
- 浄土宗常然寺